# 矢口誠
矢口 誠（やぐち まこと、1962年 - ）は、日本の翻訳家、特撮映画研究家。
慶應義塾大学文学部卒業。早川書房の編集者をへて、翻訳家に。
「日本推理作家協会会員」との記述が当該項目にあったが、2021年5月現在の同協会サイトの会員名簿には名前がない。光文社『ジャーロ』にて海外ミステリの書評を3年間担当。

## 著書
- 『ジム・トンプスン最強読本』（池上冬樹,小山正,小鷹信光,霜月蒼,中条省平,新元良一,吉野仁,若島正,ジェフリー・オブライエン,ジェイムズ・サリス,ジム・トンプスン共著、扶桑社） 2005

## 翻訳
- 『天使の爪』（ジョン・ウェッセル、DHC） 1998
- 『プリティ・バレリーナ』（ジョン・ウェッセル、DHC） 1999
- 『絶海の訪問者』（チャールズ・ウィリアムズ、扶桑社、扶桑社ミステリー） 2000
- 『猿の惑星 : ティム・バートン版 : New blood』（ジョン・ホイットマン、角川書店、角川文庫） 2001
- 『煙で描いた肖像画』（ビル・S・バリンジャー、東京創元社、創元推理文庫） 2002
- 『A&R』上・下（ビル・フラナガン、新潮社、新潮文庫） 2002
- 『子育てに自信をなくしそうな両親のために』（ドント・スウェット・プレス編集部、扶桑社、リチャード・カールソンの"くよくよするな"ブックス） 2003
- 『探偵稼業はやめられない : 女探偵vs.男探偵』（サラ・パレツキー 他、山本やよい他訳、光文社、光文社文庫、『ジャーロ』傑作短編アンソロジー1) 2003
- 『『ターミネーター』解剖』（ショーン・フレンチ、扶桑社） 2003
- 『あの夏の日に別れのキスを』（ジョン・ウェッセル、ソニー・マガジンズ、ヴィレッジブックス） 2004
- 『絵解き5分間ミステリー』（ローレンス・トリート、扶桑社、扶桑社ミステリー） 2004
- 『ヘンリーの悪行リスト』（ジョン・スコット・シェパード、新潮社、新潮文庫） 2005
- 『絵解き5分間ミステリー 証拠はどこだ』（ローレンス・トリート、扶桑社、扶桑社ミステリー） 2005
- 『ティム・バートンのコープスブライドメイキングブック』（マーク・ソールズベリー、河出書房新社） 2006
- 『数学的にありえない』上・下（アダム・ファウアー、文藝春秋） 2006、のち文春文庫
- 『バチカン・エクソシスト』（トレイシー・ウイルキンソン、文藝春秋） 2007、のち文春文庫
- 『スピード・レーサー』（ウォシャウスキー兄弟脚本、マイクル・アンソニー・スティール、扶桑社、扶桑社ミステリー） 2008
- 『あなたの職場のイヤな奴』（ロバート・I・サットン、講談社） 2008
- 『レイ・ハリーハウゼン大全』（レイ・ハリーハウゼン,トニー・ダルトン、河出書房新社） 2009
- 『ウッドストックがやってくる』（エリオット・タイバー, トム・モンテ、河出書房新社） 2009
- 『心理学的にありえない』上・下（アダム・ファウアー、文藝春秋） 2011、のち文春文庫
- 『マル上司、バツ上司 : なぜ上司になると自分が見えなくなるのか』（ロバート・I・サットン、講談社） 2012
- 『アルカード城の殺人』（ドナルド&アビー・ウェストレイク、扶桑社、扶桑社ミステリー） 2012
- 『メイキング・オブ・マッドマックス 怒りのデス・ロード』（アビー・バーンスタイン、玄光社） 2015
- 『絵解き5分間ミステリー 名探偵からの挑戦』（ローレンス・トリート、扶桑社、扶桑社ミステリー） 2015
- 『虚構の男』（L・P・デイヴィス、国書刊行会、ドーキー・アーカイヴ） 2016
- 『シド・ミード ムービーアート THE MOVIE ART OF SYD MEAD』（シド・ミード,クレイグ・ホジェッツ、玄光社） 2017年
- 『さらば、シェヘラザード』（ドナルド・E・ウェストレイク、国書刊行会、ドーキー・アーカイヴ） 2018年
- 『若返るクラゲ 老いないネズミ 老化する人間』（ジョシュ・ミッテルドルフ,リオン・セーガン、集英社インターナショナル） 2018年
- 『気狂いピエロ』（ライオネル・ホワイト、新潮文庫） 2022年
- 『はなればなれに』（ドロレス・ヒッチェンズ、新潮文庫） 2023年